# Park Chu-Young
Park Chu-young (n. 10 iulie 1985, Daegu, Coreea de Sud) este un fotbalist sud-coreean care joacă pentru FC Seoul și pentru Coreea de Sud.

## Palmares

### Club
FC Seoul
- Cupa Ligii Coreei de Sud Câștigător (1): 2006
- Cupa Ligii Coreei de Sud Locul doi (1): 2007

 AS Monaco
- Cupa Franței Locul doi (1): 2009–10

### Internațional
Coreea de Sud
- Campionatul AFC U19: 2004
- Campionatul de tineret al Qatarului: 2004
- Campionatul de Fotbal al Asiei de Est: 2008